# Gustav Bauer (zapaśnik)
Gustave George Bauer (ur. 3 kwietnia 1884 w Newark; zm. 15 lutego 1947 w Irvington) – amerykański zapaśnik, srebrny medalista igrzysk olimpijskich w Saint Louis w 1904 w zapasach w stylu wolnym w wadze muszej.
W turnieju olimpijskim brało udział jedynie trzech zawodników, wszyscy reprezentowali Stany Zjednoczone. Bauer w półfinale tych zawodów pokonał Williama Nelsona, natomiast w finale przegrał z George’em Mehnertem.
Reprezentował National Turnverein z Newarku.
Mistrz Amateur Athletic Union w 1905, 1906, 1907, 1909, 1911 i 1912 roku.